# Low Ham
Low Ham – wieś w Anglii, w hrabstwie Somerset, w dystrykcie (unitary authority) Somerset. Leży 47 km na południe od miasta Bristol i 194 km na zachód od Londynu.